# حملات الحرب الفلبينية الأمريكية

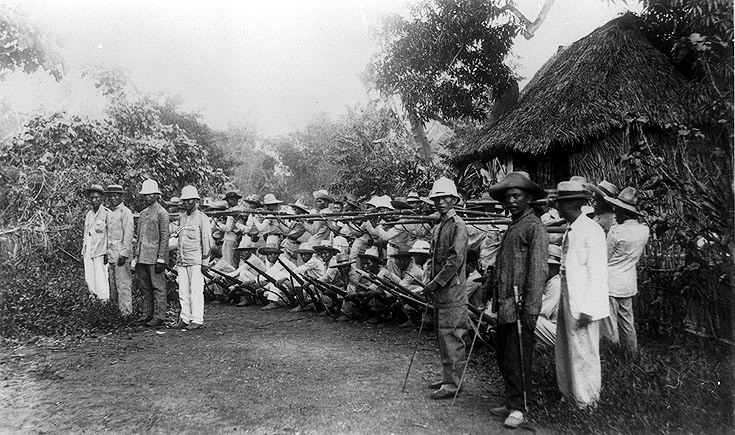
جنود فلبينيون خارج مانيلا عام 1899.

اندلع القتال بين قوات الولايات المتحدة وقوات جمهورية الفلبين في 4 فبراير عام 1899، فيما أصبح يعرف باسم معركة مانيلا عام 1899. في 2 يونيو عام 1899، أعلنت جمهورية الفلبين الأولى الحرب رسميًا ضد الولايات المتحدة. انتهت الحرب رسميًا في 2 يوليو 1902 بانتصار الولايات المتحدة. ومع ذلك، استمرت بعض الجماعات الفلبينية - بقيادة قدامى المحاربين في كاتيبونان، وهو مجتمع ثوري فلبيني - في محاربة القوات الأمريكية لعدة سنوات أخرى. كان من بين هؤلاء القادة الجنرال ماكاريو ساكاي، وهو عضو مخضرم في كاتيبونان تولى رئاسة جمهورية تاغالوغ المعلنة، التي تشكلت عام 1902 بعد القبض على الرئيس إميليو أغينالدو. واصلت مجموعات أخرى، بما في ذلك شعوب مورو والبيكولانو وبولاهان، الأعمال العدائية مثل تمرد شعب مورو في المناطق والجزر النائية، حتى هزيمتهم النهائية في معركة بود باجساك في 15 يونيو عام 1913.
خلال الحرب، شنّ جيش الولايات المتحدة تسع حملات عسكرية. تم تنظيم حملتين إضافيتين بعد النهاية الرسمية للحرب في 4 يوليو عام 1902 فيما يتعلق بتمرد شعب مورو، الذي استمر حتى عام 1913. حدثت بعض الأحداث الهامة الأخرى خارج نطاق الحملات المنظمة، سواء خلال الحرب نفسها أو في فترة ما بعد الحرب.

## أثناء الحرب الفلبينية الأمريكية
تُعتبر معركة مانيلا هي الأولى في الحرب الفلبينية الأمريكية والتي حدثت في فبراير عام 1899، بعد بضعة أشهر من توقيع معاهدة باريس في ديسمبر عام 1898، والتي أنهت الحرب الإسبانية الأمريكية بعد أن تنازلت فيها إسبانيا عن الفلبين للولايات المتحدة. (تضمن تنازل الفلبين دفع 20 مليون دولار من الولايات المتحدة للإمبراطورية الإسبانية. استمرت الحرب الفلبينية الأمريكية حتى عام 1902).

### حملة مانيلا (4 فبراير – 17 مارس عام 1889)
أجريت حملة مانيلا بين 4 فبراير و 17 مارس من عام 1899. خلال الحرب الإسبانية الأمريكية، نظّم إميليو أغينالدو (الذي قاد تمردًا فاشلًا ضد إسبانيا بين عامي 1896-97) جيشًا من السكان المحليين في الفلبين وأمّن السيطرة على العديد من الجزر، بما في ذلك جزء كبير من جزيرة لوزون. بعد تنازل إسبانيا عن الفلبين إلى الولايات المتحدة في 10 ديسمبر عام 1898 من خلال معاهدة باريس، شعر العديد من الفلبينيين بخيبة الامل، ثم في 4 فبراير عام 1899 اشتبك أتباع أغينالدو مع القوات الأمريكية. هَزَمَ الأمريكيون، الذين يبلغ عددهم حوالي 12000 جندي مقاتل تحت قيادة اللواء إلويل ستيفن أوتيس، قوات أغينالدو المكونة من حوالي 40،000 رجل وقمعوا محاولة انتفاضة كانت على وشك الحدوث في مانيلا.
اندفعت القوات الأمريكية شمالًا وشرقًا وجنوبًا من مانيلا لتقسيم قوات المتمردين والاستيلاء على المدن الرئيسية. استولت القوة المتجهة شمالًا، بقيادة اللواء آرثر ماك آرثر، على بلدة كالوكان. انطلقت القوة المتجهة شرقًا، بقيادة العميد لويد ويتون، من مانيلا وسيطرت على نهر باسيج، الذي يربط لاجونا دي باي بخليج مانيلا، ما أدى إلى قطع الاتصالات بين القوات المتمردة في شمال وجنوب لوزون بشكل دائم. تم تكليف القوة المتجهة جنوبًا، بقيادة العميد هنري لوتون، بشنّ غارة على طول لاجونا دي باي؛ كانت مهمتها محدودة بسبب نقص القوى العاملة بسبب أولوية المسرح الشمالي.
قسّمت حملة مانيلا القوات الفلبينية إلى قسمين، أحدهما شمال والآخر جنوب مانيلا، وانضم إليها فقط ممر ضيّق يمر عبر مدن باسيج وباتيروس وتاغيغ ومونتينلوبا بين الخطوط الأمريكية وشاطئ لاغونا دي باي. حرم ذلك أغينالدو من السيطرة المباشرة على القوات الفلبينية جنوب مانيلا، في المقاطعات الأكثر ثورية في باتانغاس ولاغونا وكافيت. استمر أنطونيو لونا بصفته قائدًا للقسم الشمالي، وعيّن أغينالدو ماريانو ترياس قائدًا للقسم الجنوبي.

#### معارك هامة: حملة مانيلا
- معركة مانيلا (4-5 فبراير عام 1899): اشتباكات بين القوات الأمريكية والفلبينية وطرد الأمريكيين للجيش الفلبيني خارج منطقة مانيلا.
- معركة كالوكان (10 فبراير عام 1899): استولت القوات الأمريكية بقيادة الجنرال آآرثر ماك آرثر على بلدة كالوكان شمال مانيلا، واستطاعوا تأمين المحطة الجنوبية حتى سكة دوغبان إلى جانب الاستيلاء على كمية كبيرة من عربات السكك الحديدة.
- معركة كالوكان الثانية (22-24 فبراير عام 1899): فضل الهجوم المضاد الفلبيني.

### حملة إيلويلو (8-12 فبراير عام 1899)
أجريت حملة إيلويلو بين 8 و 12 فبراير من عام 1899. على الرغم من أن السيطرة على لوزون كانت الهدف العسكري الرئيسي في عام 1899، إلا أنها اتخذت أيضًا تدابير لإقامة سيطرة أمريكية على جزر مهمة أخرى. تم احتلال إيلويلو في جزيرة باناي في 11 فبراير، ومدينة سيبو في جزيرة سيبو في 26 فبراير، وباكولود في نيغروس في 10 مارس، وجولو في أرخبيل سولو في 19 مايو. استولت القوات الأمريكية، المكونة من لواء الجنرال ماركوس بي. ميلر والسرب البحري للنقيب فرانك إف. وايلد، على إيلويلو من أيدي القوات الفلبينية بقيادة الجنرال مارتن ديلجادو وولاية باناي الفيدرالية للفيساياس وأنانياس ديوكنو، تاركةً المدينة «حطام أسود». تم تدمير المدينة من خلال «عمليات من الحرق المتعمد والقصف البحري والقتال في الشوارع». وصل الجنرال جيمس إف. سميث إلى باكولود في 4 مارس بصفة حاكم عسكري لمنطقة نيغروس الفرعية، بعد تلقي دعوة من رئيس الحكومة المؤقتة، أنيسيتو لاكسون. أمر العميد البحري جورج ديوي بيتريل، تحت قيادة النقيب تشارلز إف. كورنويل، بالدخول إلى ميناء مدينة سيبو في 21 فبراير، تلاه إيلويل ستيفن. أوتيس الذي عيّن في 14 مارس، قوات من المشاة الثالثة والعشرين، تحت قيادة الرائد جرينليف غودال و توماس هامر كحاكم عسكري لمنطقة سيبو الفرعية التابعة لمنطقة فيساياس العسكرية.